# آب‌سنگ حلقوی اوجائه
آب‌سنگ حلقوی اوجائه (به لاتین: Ujae Atoll) یک آب‌سنگ حلقوی در جزایر مارشال است که در جزایر مارشال واقع شده‌است. آب‌سنگ حلقوی اوجائه ۱٫۸۶ کیلومتر مربع مساحت و ۴۴۸ نفر جمعیت دارد و ۳ متر بالاتر از سطح دریا واقع شده‌است.